# Arnaud Dorier
Pas d'image ? Cliquez ici

a Compétitions nationales et continentales officielles uniquement.

Dernière mise à jour le 16 mai 2025.
Arnaud Dorier, né le 30 avril 1986, est un joueur français de rugby à XV évoluant au poste de troisième ligne.

## Biographie
Arnaud Dorier est formé au Valence sportif, avant de rejoindre le Lyon OU en 2005. Il rejoint ensuite le Stade rochelais en 2012. Contraint de prendre sa retraite de joueur à la suite d'une blessure en 2015, il devient alors le team manager du club rochelais.

## Palmarès
- Vainqueur du Championnat de France de 2e division en 2011 avec le Lyon OU.